# Weiße Spitze
Weiße Spitze (2962 m n. m.) je hora ve Villgratenských horách v rakouské spolkové zemi Tyrolsko. Nachází se asi 6 km jihojihovýchodně od vesnice Sankt Jakob in Defereggen a východně od italsko-rakouské státní hranice. Leží v hřebeni mezi vrcholy Rote Spitze (2956 m n. m.) na západě a Storfenspitze (2895 m n. m.) na východě. Jako první zdolal vrchol 25. srpna 1894 J. Erlsbacher. Weiße Spitze je nejvyšším bodem Villgratenských hor.
Na vrchol lze vystoupit z údolí Arntal od osady Oberstalleralm (1864 m n. m.) po značené turistické stezce č. 17.